# Lago Hume

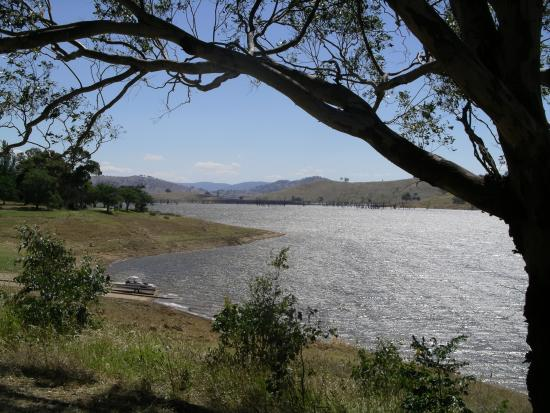
Parte del lago Hume cerca de Tallangatta.

El lago Hume es un gran lago artificial construido sobre el curso del río Murray con la presa Hume.  El lago se ubica entre Nueva Gales del Sur y Victoria, Australia.  La ciudad de Albury-Wodonga se encuentra a pocos kilómetros del lago. Cerca del dique se encuentra un centro vacacional.
- Datos: Q1780129
- Multimedia: Lake Hume / Q1780129